# Åtvidabergs BK

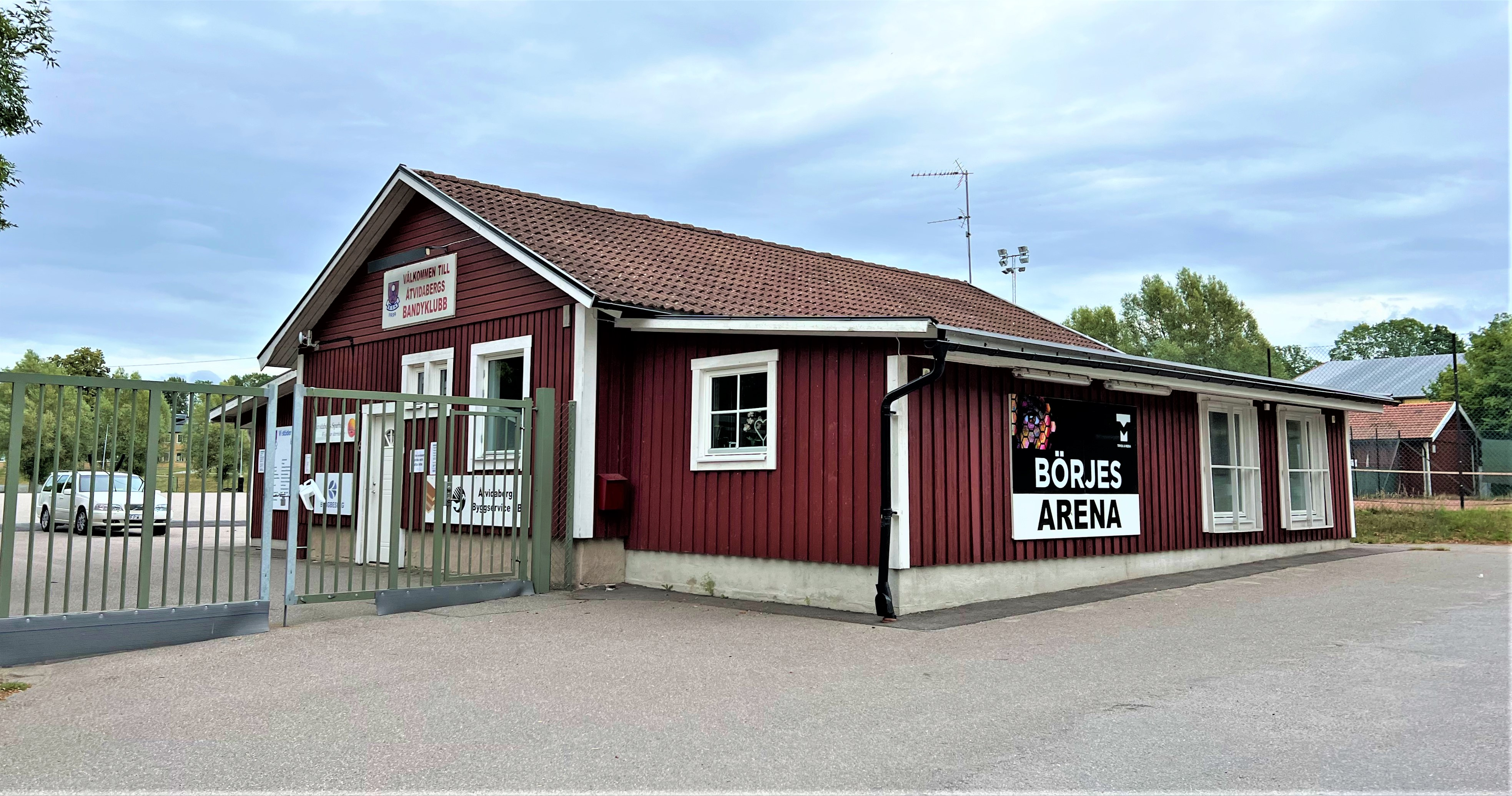
Åtvidabergs bandyklubb vid Disponentens allé i Åtvidaberg

Åtvidabergs BK (även kallad ÅBK) bildad 1939, är en bandyklubb i Åtvidaberg i Sverige. Klubben spelade i Division I 1952.
Klubben gick 2010 upp i Allsvenskan, Sveriges näst högsta division men åkte några säsonger senare ur till Division 1. Laget är uppbyggt på en stomme med juniorspelare från den egna ungdomssektionen. Ordförande och klubbens drivkraft är Börje Johansson.
Klubben var sånär att återigen ta steget upp till Allsvenskan säsongen 2015/16 men föll i Kvalspel mot Haparanda-Tornio. Säsongen 2016/17 spelar ÅBK i Division 1 Mellersta.